# Best of Both Worlds Tour
Il Best of Both Worlds Tour è stato il primo tour musicale della cantante statunitense Miley Cyrus, a supporto del suo album in studio di debutto Meet Miley Cyrus (2007).
Iniziato nell'ottobre 2007 e conclusosi nel gennaio 2008, il tour ha visitato principalmente gli Stati Uniti d'America, con uno spettacolo supplementare a Toronto, Canada. Le band di supporto sono tre: i Jonas Brothers, le Aly & AJ e le Everlife.

## Descrizione
Lo show, ideato da Kenny Ortega e Michael Cotten, ha visto prima Miley Cyrus esibirsi come Hannah Montana, e dopo un intervallo l'esibizione della band di supporto. In questo modo, viene data a Miley l'opportunità di cambiarsi e tornare sul palco per cantare l'ultima parte del concerto nel ruolo di sé stessa.
Il tour è promosso dalla AEG Live and Buena Vista Concerts. Per ogni biglietto venduto, un dollaro viene donato alla City of Hope National Medical Center, un'organizzazione dedicata alla lotta contro il cancro. Grazie ad un incasso di 54 milioni di dollari, sono stati donati più di due milioni di dollari, un vero e proprio successo commerciale. In generale, in Tour riceve giudizi positivi da parte dei critici e anche molti complimenti a Miley Cyrus per le sue "doti vocali e la presenza scenica". Al Billboard Touring Awards del 2008,vince il "Breakthrough Artist".
Il concerto viene anche ripreso in 3D, l'"Hannah Montana & Miley Cyrus: Best of Both Worlds Concert", proiettato nei cinema americani per la prima volta nel febbraio 2008, il 20 giugno 2008 in Italia. Incassando un totale di 70,6 milioni di dollari in tutto il mondo e battendo numerosi record, tra cui il maggior incasso di sempre per un film-concerto. In televisione venne visto da più di 5,9 milioni di persone. L'album live del concerto viene pubblicato nel marzo 2008 ed è un successo negli Stati Uniti, Australia e Canada.

## Background

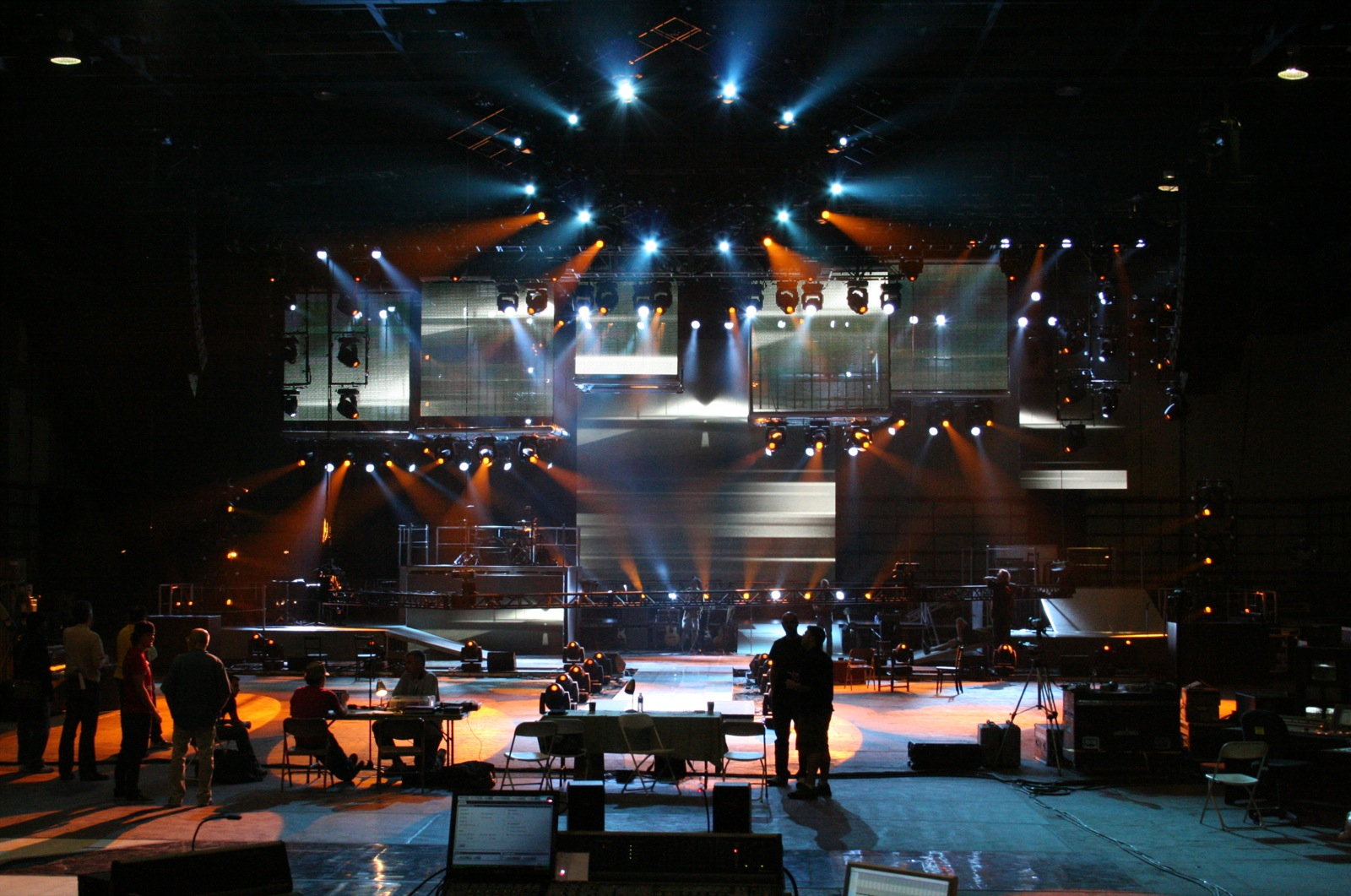
Il palco del tour prima di un concerto.

Miley Cyrus è una cantautrice e attrice, famosa per aver recitato nella serie televisiva di Disney Channel, "Hannah Montana", dove interpreta Miley Stewart, una ragazza con un segreto: di giorno è una normale studentessa, mentre la sera si trasforma nella popstar, Hannah Montana. Grazie a questo ruolo, Miley è considerata una "teen idol" rilasciando un album a nome di Hannah Montana. Nel 2006, la Cyrus apre venti show del tour delle Cheetah Girls. Nel giugno 2007, la cantante rilascia un album con un doppio CD,"Hannah Montana 2: Meet Miley Cyrus": il primo disco è cantato dal personaggio della serie televisiva, mentre il secondo, Meet Miley Cyrus, è l'album di debutto registrato col suo vero nome. Al fine di promuovere l'album, Miley decide di iniziare un tour per tutto il Nord America, il "Best of Both Worlds Tour", dove si esibsce sia col nome di Hannah Montana che come se stessa.
Il Tour viene organizzato dai dirigenti già nel gennaio 2007 e annunciato l'8 agosto 2007 via comunicato stampa. Il tour è promosso dalla AEG Live e Buena Vista Concerts, un ramo della Walt Disney Company. Inoltre, come band di supporto, vengono scelti i Jonas Brothers. Il Tour viene programmato per tutto il Nord America con inizio a St. Luis il 18 ottobre 2007 e termina il 9 gennaio 2008 in Albany, a New York. Nel dicembre 2007 vengono aggiunte altre cinquantaquattro date: Cinquantatré in America ed una a Toronto, in Canada. La continuazione del tour viene annunciata sempre nel dicembre 2007 e sette delle nuove date vengono aperte dalle sorelle Aly & AJ. Questo perché i Jonas Brothers sono impegnati con la registrazione del loro album, A Little Bit Longer (2008). Successivamente, nello stesso mese, viene aggiunta un'ultima data, con le Everlife ad aprire i concerti. Per ogni biglietto è stato donato un dollaro alla City of Hope National Medical Center, un'organizzazione dedicata alla lotta contro il cancro..

## Progresso
Il tour è chiamato Best of Both Worlds Tour, come l'omonima sigla della serie televisiva. Il titolo è stato scelto a causa dell'alternarsi delle prestazioni di Miley Cyrus e Hannah Montana. Secondo la Cyrus la differenza più rilevante tra i due personaggi è lo stile musicale, piuttosto che l'aspetto fisico. Secondo lei, Hannah Montana è più di genere pop, mentre il Miley Cyrus abbraccia un genere più orientato verso il rock. Mentre Miley si esibisce per il tour, registra contemporaneamente gli episodi finali per la seconda stagione di Hannah Montana.
Kenny Ortega, già collaboratore con la Walt Disney Company, viene assunto come direttore e coreografo del tour. Ortega, insieme al set designer Michael Cotten, sviluppa l'intero show uno spettacolo abbastanza semplice, perché Miley non si sente pronta a cantare e ballare contemporaneamente. Vengono montati diciannove schermi video a LED intorno al palcoscenico e quattro schermi V9 LED ad alta definizione di fronte al palco. Alcuni dei contenuti video vengono registrati durante le prove con la Cyrus interagire sul palco.

## Il concerto

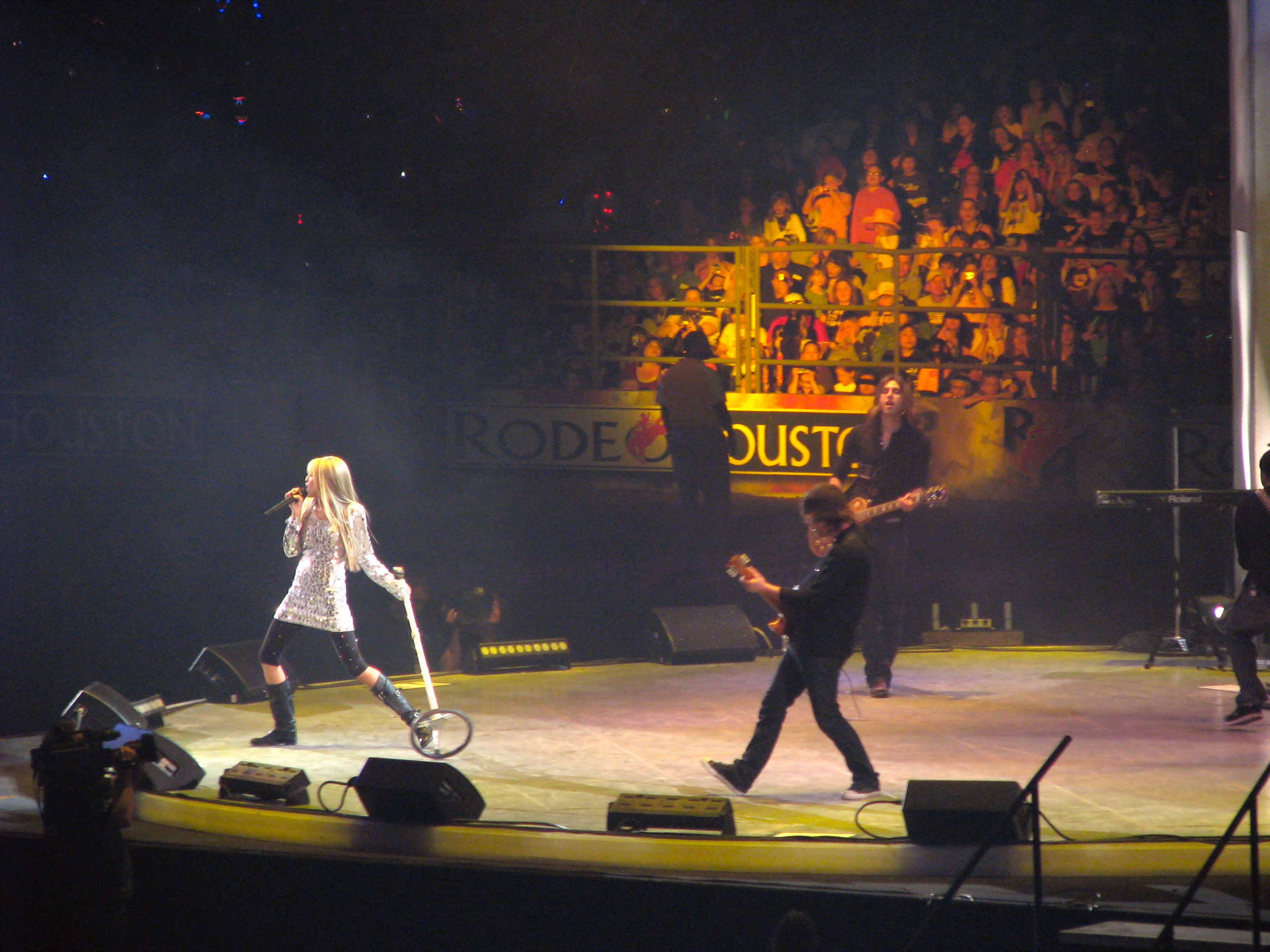
Miley Cyrus nei panni di Hannah Montana apre il suo tour con la canzone Rockstar.

Lo show inizia con Myles Cyrus che sale sul palco in un cubo rosa al neon con l'immagine digitale della sua silhouette. Indossando una lunga canotta a strisce nere e argentate, un cardigan, dei collant, stivali neri e la bionda parrucca di Hannah Montana, Miley inizia il concerto cantando "Rockstar". In seguito, sul palco arrivano i ballerini e inizia la canzone "Life's What You Make It". Tolto il cardigan, conclude cantando "Just Like You". Ancora vestita come Hannah Montana, Miley torna sul palco indossando dei jeans blu, una canotta bianca, un gilet di jeans e una cravatta argentata; canta "Old Blue Jeans" e "Nobody's Perfect" in giro per il palco. Successivamente, inizia la performance di "Pumpin' Up the Party", dove la Cyrus è vestita con un vestitino scintillante rosa, delle calze fucsia e stivali bianchi; canta così "I Got Nerve" insieme alla partecipazione dei ballerini. La canzone, "We Got the Party" cantata con la partecipazione dei Jonas Brothers. Ad un certo punto, la Cyrus scompare per andare a cambiarsi e continuare a cantare come se stessa.
Dopo essersi tolta la parrucca, Miley torna sul palco per cantare altre otto canzoni come se stessa. Vestita con dei jeans neri con rifiniture argentate, una canotta bianca, un gilet in pelle nera e degli stivali beige, inizia a cantare "Start All Over". Successivamente, continua la scaletta con "Good and Broken" e "See You Again", senza indossare il gilet in pelle e accerchiata da numerosi ballerini. Cambia di nuovo abito per cantare "Let's Dance" e "Right Here", dove indossa un bustino verde e una gonna nera a balze. Canta poi "G.N.O. (Girl's Night Out)", vestita con una gonna scozzese fucsia, canotta rosa, e calzettoni alti e conclude il concerto cantando "The Best Of Both Worlds" tra coriandoli e fuochi d'artificio. Solitamente, alla fine dei concerti, Miley torna sul palco per cantare alcuni bis, ovvero "I Miss You" e "Ready, Set, Don't Go", un duetto cantato con suo padre Billy Ray Cyrus. Entrambe le canzoni sono eseguite in maniera acustica, senza ballerini o effetti speciali.

## Reazione della critica

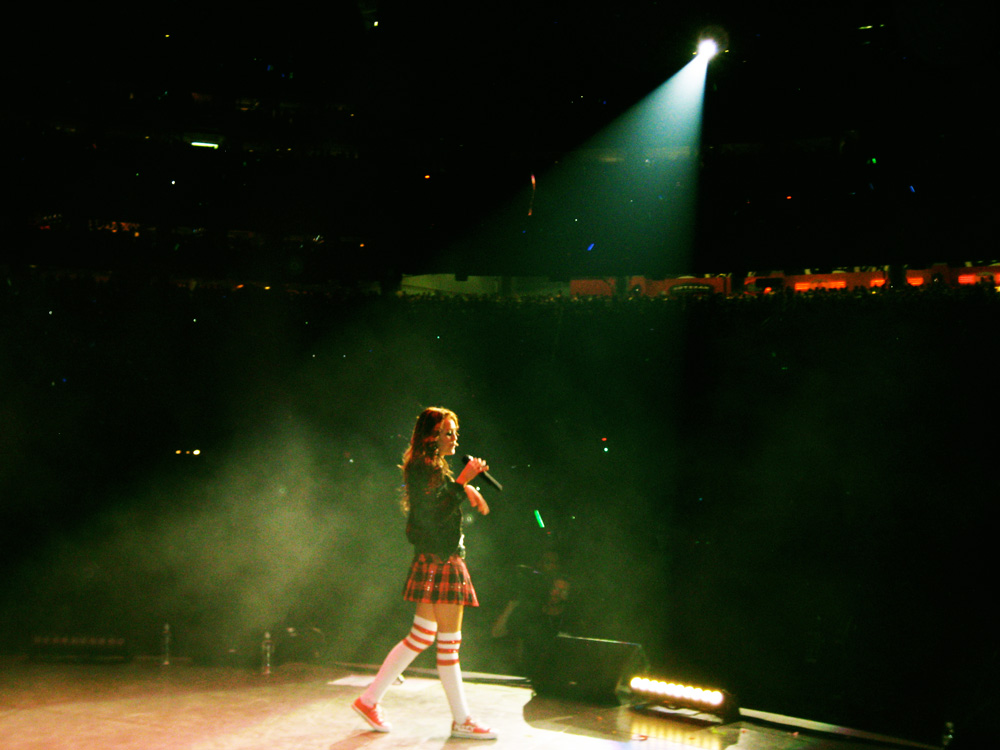
Miley Cyrus canta G.N.O. (Girl's Night Out).

Chris William di Entertainment Weekly, valutò lo show con una B+ e disse che, nonostante l'età (all'epoca quattordici anni), Miley fu simpatica, dominando la scena per l'intero spettacolo. La paragonò stilisticamente e musicalmente sia a Britney Spears che ad Avril Lavigne. Jim Abbott, dell'Orlando Sentinel pensò che il Best of Both Worlds Tour fu divertente come i concerti della Spears e dei Backstreet Boys. Tuttavia, Abbott ha anche dichiarato che Miley, interpretando se stessa, non fu in grado di duplicare l'energia di quando impersonava Hannah Montana. Freedom du Lac del The Washington Post descrisse il concerto come : "novanta minuti circa di puro pop, con la carismatica Cyrus dominatrice incontrastata del palcoscenico, esibendosi con particolare spavalderia". Mikael Wood del Los Angeles Times, descrisse lo show come, "Hannah Montana Fever".
J. Edward Keyes del Newsday disse che i produttori furono in grado di offrire un concerto, «l'equivalente visivo e sonoro di un chilo di zucchero con ventisette lattine di soda». Keyes aggiunse che, nonostante il carisma della Cyrus, era evidente che lo spettacolo fu una strategia di marketing per ricavare maggiori profitti. Peter Hartlaub del San Francisco Chronicle pensò che la Cyrus fu una brava cantante e commentò: «è stato relativamente bello e musicalmente tollerabile. Nessuno dei bambini sembrava deluso». Infine, un revisore del The Palm Beach Post dichiarò: «Entrambe le parti del concerto sono state piacevoli e vivaci, con una straordinaria presenza scenica della Cyrus, sia con la parrucca che senza».

## Incassi
Il Best of Both Worlds Tour fu un vero e proprio successo, tutti i biglietti vennero venduti in un tempo record, mentre i biglietti per il concerto del 6 dicembre 2007 alla Van Andel Arena (in Michigan), furono venduti tutti nel giro di otto minuti. Il terzo sold-out più veloce della storia di quell'arena.
In totale, il tour venne sentito da circa un milione di persone e incassato oltre 54 milioni di dollari. Secondo Billboard Boxscore, fu il tour con maggior incasso di quell'anno, 2007-2008. Il record è stato premiato con il Breakthrough Act, premio come miglior artista emergente, ai Billboard Touring Awards del 2008.

## Controversie sulla controfigura

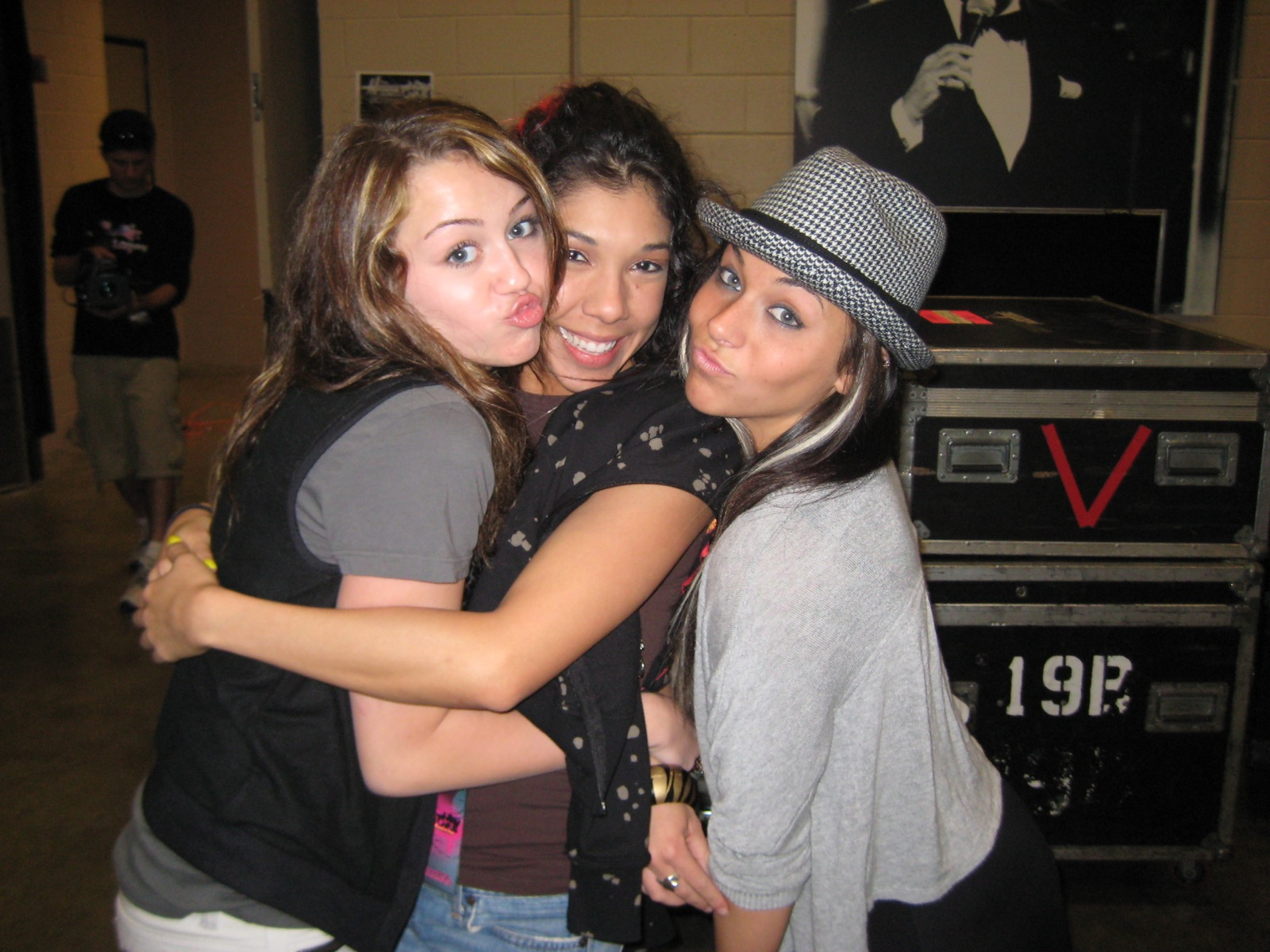
Miley Cyrus (sinistra) insieme ad Ashlee Nino (centro) e Mandy Jiroux (destra). Nino era la controfigura durante il tour.

Nel gennaio del 2008 uscirono numerosi video che riprendevano Miley Cyrus esibirsi durante la canzone "We Got the Party". Durante l'esibizione, la Cyrus veniva avvolta da un lenzuolo e andava via, per poi tornare con lo stesso guardaroba e degli occhiali grandi che le coprivano il volto. Inoltre, negli schermi presenti sul palco, Miley veniva a malapena ripresa. La controfigura, inoltre, correva freneticamente e le labbra non erano sincronizzate con la canzone che stava cantando. Numerosi fan e critici furono indignati della cosa. Una fan ha espresso la sua irritazione al magazine OK!, e disse: "La canzone era in riproduzione, ma Miley non stava cantando veramente. L'impostore era di spalle e ballava, cercando di nascondere il fatto che lei non fosse Miley Cyrus. In quel momento sono diventata molto sospettosa. Inutile dire che ero furiosa! Ho speso un sacco di soldi per vedere il concerto, mi sentivo delusa e sciocca per averlo fatto."
L'11 gennaio 2008, lo Staff della Cyrus ha confermato che al concerto era veramente presente una controfigura, ovvero la ballerina Ashlee Nino, utilizzata in tutte le tappe del Best of Both Worlds Tour. PMK Public Relation ha pubblicato una dichiarazione spiegando le finalità della controfigura:
(PMK Public Relation)
La stessa Cyrus ha poi spiegato che la canzone We Got the Party viene di solito interpretata dai Jonas Brothers proprio per consentirle di cambiarsi. Ha anche affermato, che di solito, sul set di Hannah Montana, per trasformarsi nella famosa popstar, impiega circa un'ora e mezza, mentre durante il concerto solo due minuti. Col tempo guadagnato, Miley aveva l'opportunità di riposarsi un po', bere acqua ed essere pronta per il resto dello spettacolo.

## Band di supporto
- Jonas Brothers (18 ottobre 2007 - 9 gennaio 2008)
- Aly & AJ (11 gennaio 2007 - 24 gennaio 2008)
- Everlife (25 gennaio 2008 - 31 gennaio 2008)

## Scaletta
1. "Rock Star"
2. "Life's What You Make It"
3. "Just Like You"
4. "Old Blue Jeans"
5. "Nobody's Perfect"
6. "Pumpin' Up the Party"
7. "I Got Nerve"
8. "We Got the Party"(with Jonas Brothers)
9. "Start All Over"
10. "Good and Broken"
11. "See You Again"
12. "Let's Dance"
13. "Right Here"
14. "East Northumberland High"
15. "G.N.O. (Girl's Night Out)"
16. "The Best of Both Worlds"

Encore:
- "I Miss You"
- "Ready, Set, Don't Go"

## Spettacoli
| Data             | Città             | Stato       | Luogo                        |
| ---------------- | ----------------- | ----------- | ---------------------------- |
| Nord America     |                   |             |                              |
| 18 ottobre 2007  | Saint Louis       | Stati Uniti | Scottrade Center             |
| 20 ottobre 2007  | Moline            | Stati Uniti | i wireless Center            |
| 21 ottobre 2007  | Minneapolis       | Stati Uniti | Target Center                |
| 23 ottobre 2007  | Omaha             | Stati Uniti | Qwest Center                 |
| 25 ottobre 2007  | Denver            | Stati Uniti | Pepsi Center                 |
| 26 ottobre 2007  | Salt Lake City    | Stati Uniti | EnergySolutions Arena        |
| 27 ottobre 2007  | Salt Lake City    | Stati Uniti | EnergySolutions Arena        |
| 29 ottobre 2007  | Seattle           | Stati Uniti | Key Arena                    |
| 30 ottobre 2007  | Portland          | Stati Uniti | Rose Garden Arena            |
| 1º novembre 2007 | Oakland           | Stati Uniti | Oracle Arena                 |
| 3 novembre 2007  | Anaheim           | Stati Uniti | Honda Center                 |
| 4 novembre 2007  | San Jose          | Stati Uniti | HP Pavilion at San Jose      |
| 6 novembre, 2007 | Fresno            | Stati Uniti | Save Mart Center             |
| 7 novembre 2007  | Los Angeles       | Stati Uniti | Staples Center               |
| 8 novembre 2007  | San Diego         | Stati Uniti | San Diego Sports Arena       |
| 9 novembre 2007  | Glendale          | Stati Uniti | Jobing.com Arena             |
| 11 novembre 2007 | Houston           | Stati Uniti | Toyota Center                |
| 12 novembre 2007 | San Antonio       | Stati Uniti | AT&T Center                  |
| 14 novembre 2007 | Fort Worth        | Stati Uniti | Fort Worth Convention Center |
| 15 novembre 2007 | Bossier City      | Stati Uniti | CenturyTel Center            |
| 19 novembre 2007 | Tampa             | Stati Uniti | St. Pete Times Forum         |
| 20 novembre 2007 | Sunrise           | Stati Uniti | BankAtlantic Center          |
| 23 novembre 2007 | Nashville         | Stati Uniti | Sommet Center                |
| 24 novembre 2007 | Knoxville         | Stati Uniti | Thompson-Boling Arena        |
| 25 novembre 2007 | Greensboro        | Stati Uniti | Greensboro Coliseum          |
| 27 novembre 2007 | Charlotte         | Stati Uniti | Charlotte Bobcats Arena      |
| 28 novembre 2007 | Duluth            | Stati Uniti | Arena at Gwinnett Center     |
| 29 novembre 2007 | Memphis           | Stati Uniti | FedEx Forum                  |
| 1º dicembre 2007 | North Little Rock | Stati Uniti | Alltel Arena                 |
| 2 dicembre 2007  | Oklahoma City     | Stati Uniti | Ford Center                  |
| 3 dicembre 2007  | Kansas City       | Stati Uniti | Sprint Center                |
| 5 dicembre 2007  | Auburn Hills      | Stati Uniti | The Palace of Auburn Hills   |
| 6 dicembre 2007  | Grand Rapids      | Stati Uniti | Van Andel Arena              |
| 8 dicembre 2007  | Rosemont          | Stati Uniti | Allstate Arena               |
| 9 dicembre 2007  | Indianapolis      | Stati Uniti | Conseco Fieldhouse           |
| 11 dicembre 2007 | Columbus          | Stati Uniti | Nationwide Arena             |
| 12 dicembre 2007 | Lexington         | Stati Uniti | Rupp Arena                   |
| 13 dicembre 2007 | Cincinnati        | Stati Uniti | U.S. Bank Arena              |
| 15 dicembre 2007 | Toronto           | Canada      | Air Canada Centre            |
| 16 dicembre 2007 | Rochester         | Stati Uniti | Blue Cross Arena             |
| 17 dicembre 2007 | Filadelfia        | Stati Uniti | Wachovia Center              |
| 19 dicembre 2007 | Hartford          | Stati Uniti | Hartford Civic Center        |
| 20 dicembre 2007 | Providence        | Stati Uniti | Dunkin' Donuts Center        |
| 21 dicembre 2007 | Worcester         | Stati Uniti | DCU Center                   |
| 22 dicembre 2007 | Worcester         | Stati Uniti | DCU Center                   |
| 27 dicembre 2007 | Uniondale         | Stati Uniti | Nassau Coliseum              |
| 28 dicembre 2007 | Uniondale         | Stati Uniti | Nassau Coliseum              |
| 29 dicembre 2007 | Newark            | Stati Uniti | Prudential Center            |
| 30 dicembre 2007 | Newark            | Stati Uniti | Prudential Center            |
| 3 gennaio 2008   | Cleveland         | Stati Uniti | Quicken Loans Arena          |
| 4 gennaio 2008   | Pittsburgh        | Stati Uniti | Mellon Arena                 |
| 5 gennaio 2008   | Atlantic City     | Stati Uniti | Boardwalk Hall               |
| 7 gennaio 2008   | Washington        | Stati Uniti | Verizon Center               |
| 8 gennaio 2008   | Baltimora         | Stati Uniti | 1st Mariner Arena            |
| 9 gennaio 2008   | Albany            | Stati Uniti | Times Union Center           |
| 11 gennaio 2008  | Detroit           | Stati Uniti | Joe Louis Arena              |
| 13 gennaio 2008  | Milwaukee         | Stati Uniti | Bradley Center               |
| 14 gennaio 2008  | Chicago           | Stati Uniti | United Center                |
| 15 gennaio 2008  | Saint Louis       | Stati Uniti | Scottrade Center             |
| 18 gennaio 2008  | Las Vegas         | Stati Uniti | MGM Grand Arena              |
| 19 gennaio 2008  | Las Vegas         | Stati Uniti | MGM Grand Arena              |
| 20 gennaio 2008  | Las Vegas         | Stati Uniti | MGM Grand Arena              |
| 22 gennaio 2008  | Glendale          | Stati Uniti | Jobing.com Arena             |
| 24 gennaio 2008  | Austin            | Stati Uniti | Frank Erwin Center           |
| 25 gennaio 2008  | Lafayette         | Stati Uniti | Cajundome                    |
| 26 gennaio 2008  | New Orleans       | Stati Uniti | New Orleans Arena            |
| 28 gennaio 2008  | Orlando           | Stati Uniti | Amway Arena                  |
| 29 gennaio 2008  | Orlando           | Stati Uniti | Amway Arena                  |
| 30 gennaio 2008  | Jacksonville      | Stati Uniti | Jacksonville                 |
| 31 gennaio 2008  | Miami             | Stati Uniti | American Airlines Arena      |

## Collaboratori
Team Creativo
- Direttore - Kenny Ortega
- Coreografo - Kenny Ortega, Teresa Espinosa
- Designer - Kelly McFadden
- Luci e Video - Abigail Rosen Holmes
- Management - Jason Morey, Jim Morey
- Fotografie - Brian Love, Kevin Mazuer, Michael T. Williams
- Staff - Omar Abderrahman
- Stilista - Dahlia Foroutan

Band
- Direttore musicale - Stacy Jones, John Taylor
- Chitarra - Jamie Arentzen, John Taylor
- Pianoforte - Mike Schmid
- Basso - Greg Garbowski, Vashon Johnson
- Batterie - Stacy Jones, Jack Lawless
- Cori - Candice Accola, Kay Hanley